# Hassan ibn Mufàrrij
Hassan ibn al-Mufàrrij fou el segon emir jarràhida de Palestina.
Apareix esmentat el 1005/1006 quan el seu pare va enviar els seus tres fills Hassan, Alí i Mahmud, en suport del califa al-Hàkim (996–1021) contra el rebel Abu Rikwa.
El 1011/1012 el visir fatimita Abu-l-Qàssim al-Hussayn ibn Alí al-Maghribí es va refugiar al campament de Hassan ibn al-Mufàrrij a Palestina, i va rebre l'hospital del jarràhida. El califa havia nomenat governador de Damasc a Yarukh, al qual els jarràhides no acceptaven. Llavors van ocupar Ramla i van parar una emboscada al governador al que van fer presoner a la ruta fins a Gaza. Hassan el va fer decapitar per evitar que el seu pare al-Mufàrrij l'alliberés a sol·licitud del califa.
El 1012 el seu pare al-Mufàrrij va entrar en oberta rebel·lió i va proclamar a Ramla un anticalifa, el xerif alida de la Meca i Hassan li va donar suport. Però el califa amb suborns va aconseguir que els jarràhides abandonessin a aquest anticalifa (que va retornar a la Meca) i a Abu l-Kasim al-Husayn ibn Ali al-Maghribi que va fugir a Iraq.
El juliol de 1013 el califa al-Hàkim va enviar un exèrcit a Palestina. Ali i Mahmud es van sotmetre. Al-Mufàrrij va morir en aquests dies potser enverinat per orde del califa; i Hassan va fugir però aviat va obtenir el perdó del califa, que li va permetre recuperar les terres del seu pare a Palestina.
Després d'això va restar fidel al califa al-Hàkim Mansur Bi-Amriallah (996–1021); va negociar el seu suport amb l'hereu presumpte al tron Abd al-Rahman, el germà d'al-Hàkim que governava Damasc, però aquest fou assassinat per Sitt-al-Mulk (regent d'Egipte 1021–1023), germana gran d'al-Hàkim; el mateix Hassan va escapar a un intent d'assassinat instigat per Sitt-al-Mulk.
El 1024/1025 va renovar un pacte que ja havia lligat abans, amb Sinan el cap kalbita i Sàlih ibn Mirdàs el kilabita, pel qual el primer rebria Damasc, el segon Alep i Hassan Palestina. L'emperador romà d'Orient no va voler donar suport a la coalició; una vegada iniciada la lluita els aliats van triomfar a Ascaló derrotant el general del califa al-Zahir Abul Hassan Ali (1021–1035) de nom Anushtegin al-Duzbari. Hassan va ocupar Ramla; poc després va obtenir una nova victòria contra Anushtegin, però després de la mort de Sinan, el seu nebot i successor es va passar al califa. Hassan i Sàlih van enfrontar a Anushtegin a la batalla al-Ukhuwana prop del llac Tiberíades i el turc va obtenir la victòria. Sàlih va morir i Hassan va fugir a les muntanyes.
El 1030 es va posar al servei de l'Imperi Romà d'Orient contra els kilabites d'Alep. Hassan va rebre una bandera decorada amb una creu i l'emperador li va prometre el restabliment a Palestina. Però l'expedició romana d'Orient va acabar en derrota. Llavors Hassan es va aliar als kalbites de Rafi ibn Abi l-Layl i es va enfrontar als fatimites al Hawran però fou derrotat i va fugir al desert. A Palmira va trobar un enviat romà d'Orient que li va oferir acollir-lo a territori grec i 20.000 beduïns lleials a Hassan es van establir (1031) a la rodalia d'Antioquia de l'Orontes.
El 1032 els seus campaments foren atacats per Anushtegin. Va participar en les expedicions romanes d'Orient contra Apamea i contra Manika (o Manikos) que fou conquerida a Nasr ibn Musharraf. Hassan fou anomenat Pinzarach o Apelzarach a les cròniques romanes d'Orient. A la pau del 1032 entre fatimites i romans d'Orient, una de les condicions fou el restabliment d'Hassan a Palestina, però aquesta condició fou refusada.
Anushtegin va formar una aliança amb l'Imperi Romà d'Orient per atacar Alep que va ocupar el 1037/1038 com a teòric vassall romà d'Orient. El seu fill Al·laf ibn Hassan l'acompanyava. El 1035 Edessa (que els romans d'Orient havien ocupat el 1031), fou atacada pel numeyrita Ibn Watthab i el marwànida Nasr-ad-Dawla i Hassan va ajudar a defensar la ciutat per compte de l'emperador. Després de la pèrdua del poder per Anushtegin es creu que Hassan va recuperar Palestina que dominava el 1041/1042, però estava en guerra contra el nou governador de Damasc. Hassan ja no torna a ser esmentat.